# ديايوس
من أجل نوع فراش نطاط أنظر ديايوس (جنس)
ديايوس الميغالوبولي (Διαῖος) (توفي 146 ق.م) كان آخر جنرال في اتحاد آخاين في اليونان القديمة وذلك قبل تفكيكه وحله من قبل الرومان. خدم كقائد للآتحاد من 150-149 ق.م ومن 148 ق.م حتى وفاته.